# Esquerra Independent de Castelló
Esquerra Independent de Castelló (EIC) és un partit polític creat el 1979 a Castelló de la Plana de caràcter valencianista i municipalista. Va obtenir 4.146 vots, la tercera força política, i obtingué dues regidories: policia municipal i ensenyament. Era format per alguns antics membres del primer PSPV com Rafael Menezo, o del PSAN com Toni Royo, però els caps més destacables foren els regidors Vicent Pitarch i Almela i Pep Mata. Més tard, substituïts per Ricard Colom i Mingo Llorenç.
Vicent Pitarch, qui fou una figura destacada del valencianisme a Castelló, va ser membre del secretariat del PSPV en l'etapa en què es discutia la integració del partit al PSOE, i amb la desaparició del partit va optar per participar en formacions de caràcter local allunyant-se de la presa de decisions de manera centralitzada. Pitarch, qui seria el primer regidor de la formació, abandonaria l'Ajuntament en març de 1981 per a participar en la fundació d'Esquerra Unida del País Valencià.
A les eleccions municipals del 1983 es presenta amb una llista encapçalada per Rafel Menezo, acompanyat per membres de les associacions veïnals Sant Josep Obrer (Vicent Grau), Sequiol (Miquel Gòmez), de l'associació El Faro del Grau (Tica Palau), però va perdre la representació a l'ajuntament. El 1983 es va integrar a Unitat del Poble Valencià, que posteriorment fou un dels formants del Bloc Nacionalista Valencià.